# Robert Pucek
Robert Pucek (ur. 1959) – polski tłumacz i eseista.
Tłumacz dzieł takich autorów jak: Anthony Flew, Peter Hessler, Haing S. Ngor, Joseph Pearce. Autor książki Pająki pana Roberta nominowanej do Nagrody Literackiej Gdynia 2015 oraz do Nagrody Conrada 2015.

## Książki
Źródło: 
- Pająki pana Roberta (Wydawnictwo Czarne, Wołowiec 2014)
- Siedemnaście zwierząt (Wydawnictwo Czarne, Wołowiec 2017)
- Sennik ciem i motyli (Wydawnictwo Czarne, Wołowiec 2018)
- Zastrzał albo trochę (Wydawnictwo Linia, 2020)
- Jeszcze trochę (Wydawnictwo Linia, 2022)